# Stenygra seabrai
Stenygra seabrai är en skalbaggsart som beskrevs av Delfino 1985. Stenygra seabrai ingår i släktet Stenygra och familjen långhorningar. Inga underarter finns listade i Catalogue of Life.